# Анголска генета
Анголската генета (Genetta angolensis) е вид бозайник от семейство Виверови (Viverridae).

## Разпространение и местообитание
Разпространен е в Ангола, Замбия, Демократична република Конго, Малави, Мозамбик и Танзания.